# Adolf Zeising
Adolf Zeising (24. september 1810—27. april 1876) var en tysk æstetiker.
Han har fortsat at udvikle Hegels æstetik, idet han bestemte det "skønne" som den egenskab ved det virkelige, der erkendes som ideel, eller som identiteten af de egenskaber, der fra det reale objekt strømmer over i subjektet og af dette sammenfattes til en enhed. Mest kendt er Zeising blevet ved sin påvisning af den æstetiske betydning af det såkaldte gyldne snit.